# Siegfried Breuer jr.
Siegfried Breuer junior, de son vrai nom Walter Breuer (né le 16 juillet 1930 à Vienne, mort le 8 juin 2004) est un acteur autrichien.

## Biographie
Siegfried Breuer junior est le fils de l'acteur Siegfried Breuer, le petit-fils du chanteur d'opéra Hans Breuer.
Breuer, formé au Max Reinhardt Seminar à Vienne, est engagé de 1953 à 1954 au Deutsches Theater Göttingen. À partir de 1952, il joue pour le cinéma.
Contrairement à son père Siegfried, qui incarne souvent des séducteurs glacés, il est principalement un jeune amant. Dans Mam'zelle Cri-Cri, il est avec Romy Schneider. En raison d'une "voix cuivrée" et un charisme qui n'a rien de gracieux, il évolue vers des rôles de figuration. Il tourne pour la dernière fois pour la cinéma en 1966 dans In Frankfurt sind die Nächte heiß. Après la fin de sa carrière au cinéma, il travaille chez Bayerischer Rundfunk en tant qu’assistant de production.

## Filmographie
- 1952 : Haus des Lebens
- 1952 : Illusion in Moll
- 1954 : Der schweigende Engel
- 1955 : Der dunkle Stern
- 1955 : Mam'zelle Cri-Cri
- 1955 : Du mein stilles Tal
- 1955 : Roman d'une adolescente (Roman einer Siebzehnjährigen)
- 1955 : Drei Mädels vom Rhein
- 1956 : Le Pantalon volé
- 1956 : Schwarzwaldmelodie
- 1956 : Saison in Oberbayern
- 1957 : Heiraten verboten
- 1958 : Les Diables verts de Monte Cassino
- 1958 : Das verbotene Paradies
- 1958 : Polikuschka
- 1958 : Mein Schatz ist aus Tirol
- 1960 : Le Capitaine Lechi
- 1961 : Der jüngste Tag (TV)
- 1961 : Jack Mortimer (TV)
- 1961 : Doppelselbstmord (TV)
- 1961 : Autofahrer unterwegs
- 1962 : Einen Jux will er sich machen (TV)
- 1962 : Die Besessenen (TV)
- 1963 : Reporter (TV)
- 1964 : Dann geh zu Thorp (TV)
- 1964 : Das Kriminalmuseum - Der Füllfederhalter (série télévisée)
- 1964 : Die Verbrecher (TV)
- 1964 : Der trojanische Krieg findet nicht statt (TV)
- 1965 : Onkelchens Traum (TV)
- 1966 : Italienische Nacht (TV)
- 1966 : Porträt eines Helden (TV)
- 1966 : In Frankfurt sind die Nächte heiß
- 1966 : Rette sich, wer kann oder Dummheit siegt überall (TV)
- 1967 : Bericht eines Feiglings (TV)
- 1967 : Umsonst (TV)
- 1967 : Der Alte (TV)
- 1967 : Kurzer Prozess
- 1968 : Die schwarze Sonne (TV)
- 1968 : Schloß in den Wolken (TV)
- 1968 : Die Entwaffnung (TV)